# Compendio de la doctrina social de la Iglesia
El Compendio de la doctrina social de la Iglesia fue publicado en el año 2004 por el Pontificio Consejo para la Justicia y la Paz a petición de Juan Pablo II. La doctrina social de la Iglesia trata «acerca de las cuestiones de la vida social» de los cuales el compendio aspira «exponer de manera sintética, pero exhaustiva, la enseñanza social de la Iglesia». El compendio cuenta con una carta del cardenal Angelo Sodano, secretario de Estado de la Santa Sede en el tiempo de su publicación, al presidente del Pontificio Consejo para la Justicia y la Paz, cardenal Renato Martino.

## Historia
El documento fue presentado por Renato Martino, presidente del Consejo Pontificio para la Justicia y la Paz, el 2 de abril de 2004, la memoria de san Francisco de Paula. El documento fue precedido por las encíclicas Laborem exercens, Sollicitudo rei socialis y Centesimus annus, en las cuales el Juan Pablo II expuso sobre la doctrina social de la iglesia. El papa quería una compilación de todas las enseñanzas sociales de la Iglesia católica, por lo que el Consejo Pontificio para la Justicia y la Paz escribió el Compendio de la Doctrina Social de la Iglesia dedicado a él, a quien se nombró el «Maestro de la doctrina social y Testigo evangélico de la Justicia y de la Paz».

## Contenido
El compendio se divide en tres partes, con doce capítulos, una introducción y una conclusión, una carta del secretario de Estado Angelo Sodano, y las abreviaturas para los libros de la Biblia y documentos de la Iglesia que hace referencia.
Específicamente,  trata cuestiones en providencia divina, la iglesia como la misión de Jesucristo y su doctrina social, la persona humana y derechos humanos, la familia en sociedad, trabajo humano y la economía, la política y comunidades internacionales, el entorno, promoviendo paz, acciones pastorales y las actividades del laicado
Después de los 12 capítulos en la última parte denominada Conclusión, se menciona el trabajo para construir una Civilización del Amor.